# (18033) 1999 NR4
(18033) 1999 NR4 est un astéroïde de la ceinture principale découvert en 1999.

## Description
(18033) 1999 NR4 a été découvert le 14 juillet 1999 à l'observatoire Zeno, situé à Edmond dans l'Oklahoma aux États-Unis, par Tom Stafford.

### Caractéristiques orbitales
L'orbite de cet astéroïde est caractérisée par un demi-grand axe de 2,99 UA, un périhélie de 2,64 UA, une excentricité de 0,12 et une inclinaison de 9,07° par rapport à l'écliptique. Du fait de ces caractéristiques, à savoir un demi-grand axe compris entre 2 et 3,2 UA et un périhélie supérieur à 1,666 UA, il est classé, selon la JPL Small-Body Database, comme objet de la ceinture principale.

### Caractéristiques physiques
(18033) 1999 NR4 a une magnitude absolue (H) de 13,3 et un albédo estimé à 0,270.